# Lessonia flavicans
Lessonia flavicans je druh chaluhy rodu Lessonia rostoucí na mělčinách Falklandských ostrovů.

## Taxonomie
Prvně byla popsána v roce 1825 dle herbářového lektotypu sebraného Jeanem-Baptistou Borym de Saint-Vincent účastnícím se vědecké expedice na lodi La Coquille (1822–1825) vedené Louisem-Isidorem Duperreym. Lessonia flavicans je typovým druhem rodu, který je typovým rodem čeledi Lessoniaceae. Rodové jméno nese na počest zoologa expedice Reného Lessona, druhové odkazuje na žlutavou barvu chaluhy.

## Popis
Lessonia flavicans je jediná řasa, která má podobu stromu s kauloidem podobným kmeni silným až 20 centimetrů a vysokým až 3 metry, na jehož vrcholu jsou pravidelně rozdvojené větévky s povislými vejčitě stuhovitými fyloidy, z nichž každý je až 1 metr dlouhý, takže stélka dosahuje celkové výšky až 4 metry.